# Herbiphantes
Genre
Herbiphantes est un genre d'araignées aranéomorphes de la famille des Linyphiidae.

## Distribution
Les espèces de ce genre se rencontrent en Chine, au Japon, en Corée du Sud et en Russie dans l'oblast de Sakhaline et le kraï du Primorié,.

## Liste des espèces
Selon World Spider Catalog (version 20.5, 20/07/2019) :
- Herbiphantes acutalis Irfan & Peng, 2019
- Herbiphantes cericeus (Saito, 1934)
- Herbiphantes longiventris Tanasevitch, 1992
- Herbiphantes pratensis Tanasevitch, 1992

## Publication originale
- Tanasevitch, 1992 : New genera and species of the tribe Lepthyphantini (Aranei Linyphiidae Micronetinae) from Asia (with some nomenclatorial notes on linyphiids). Arthropoda Selecta, vol. 1, no 1, p. 39-50 (texte intégral).